# ديرليس غوميز
ديرليس غوميز (بالإسبانية: Derlis Gómez) (مواليد 2 نوفمبر 1972) هو لاعب كرة قدم. يلعب مع منتخب باراغواي لكرة القدم. سبق له أن لعب في كأس العالم لكرة القدم مع منتخب بلاده.

## روابط خارجية
- ديرليس غوميز على موقع الاتحاد الدولي (مؤرشف)  (الإنجليزية)
- ديرليس غوميز على موقع قاعدة بيانات كرة القدم.إي يو (الإنجليزية)
- ديرليس غوميز على موقع ناشيونال فوتبول تيمز (الإنجليزية)
- ديرليس غوميز على موقع عالم كرة القدم.نت (الإنجليزية)